# Riva San Vitale
Riva San Vitale (in dialetto comasco Riva San Vidaa) è un comune svizzero di 2 627 abitanti del Canton Ticino, nel distretto di Mendrisio.

## Geografia fisica
Riva San Vitale sorge sul Lago di Lugano, ai piedi del Monte San Giorgio, sito Patrimonio mondiale dell'UNESCO.

## Storia
Le origini del villaggio di Riva San Vitale risalgono all'epoca romana; da una lunga iscrizione tombale ritrovata in paese, una stele antecedente il III secolo, si è saputo che il nome della località era allora Vicus Subinates, ossia paese dei Subinati. La prima citazione in un documento scritto risale tuttavia al 774 (nella forma Primo Sobenno), ossia alla fine dell'epoca longobarda. La pieve di Riva San Vitale è stata tra le più antiche della diocesi di Como. In età napoleonica ebbe vita effimera la Repubblica di Riva (1798); il 16 marzo 1790 la pieve cessò di essere indipendente e venne aggregata alla comunità di Lugano.

## Monumenti e luoghi d'interesse

### Architetture religiose

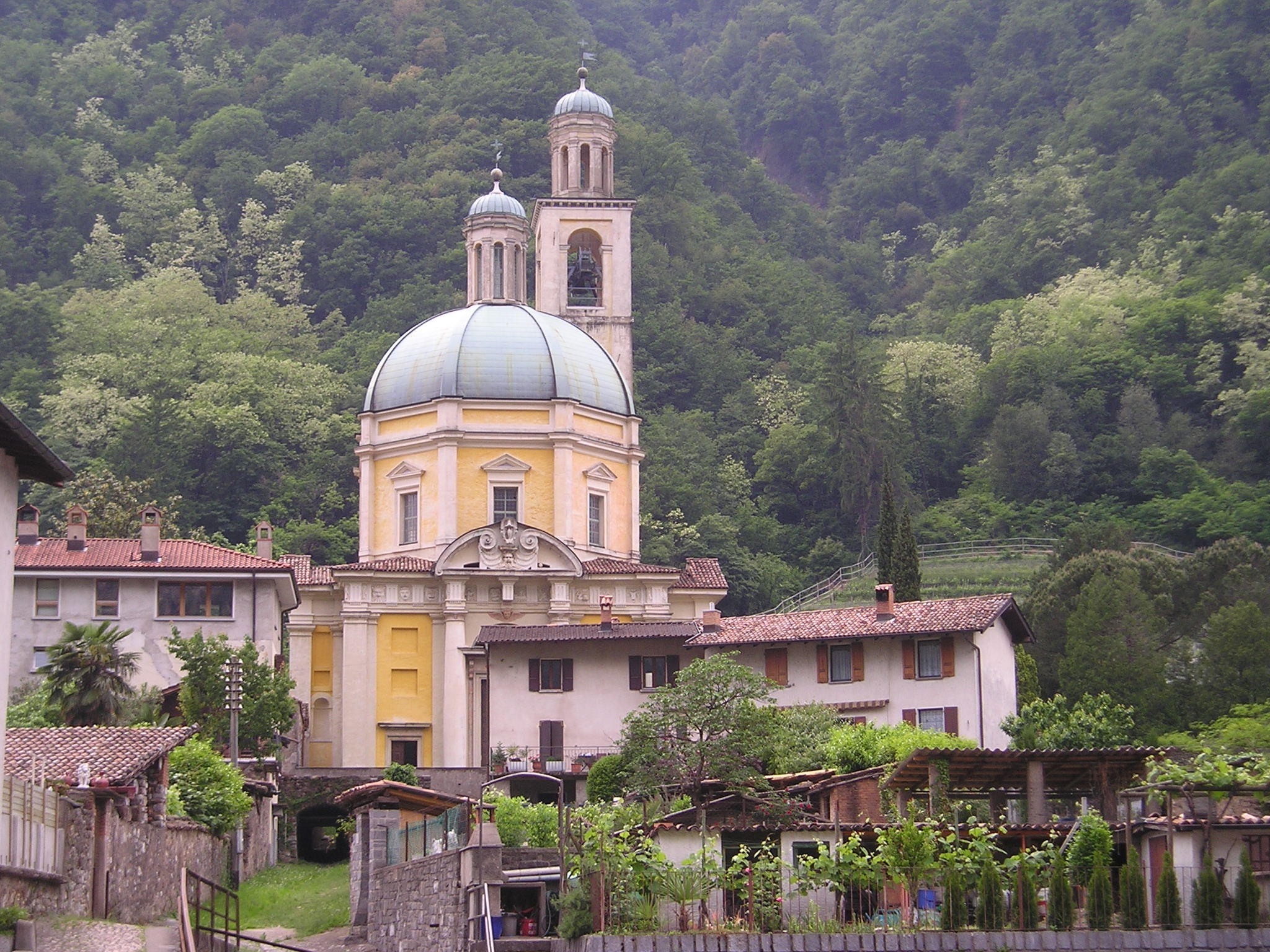
La chiesa di Santa Croce

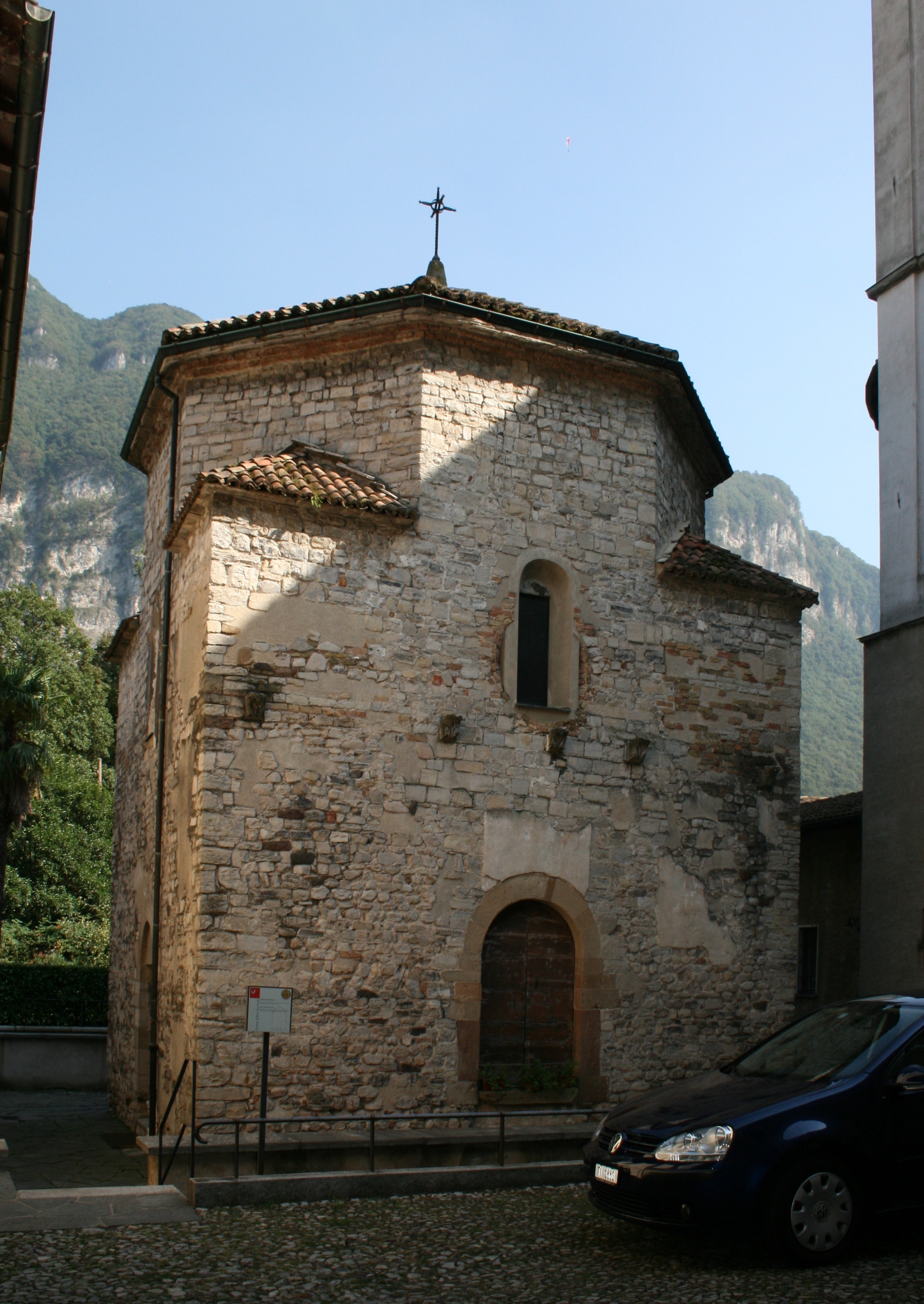
Il battistero di San Giovanni Battista

- Chiesa parrocchiale di San Vitale, attestata dal 962[4]-966[3];
- Chiesa di Santa Croce, eretta nel 1582-1591; una dei più significativi edifici ecclesiastici tardorinascimentali della Svizzera[3];
- Battistero di San Giovanni Battista, eretto nel 500 circa; è il più antico monumento paleocristiano ancora interamente conservato della Svizzera, la cui struttura di base è di epoca romana[3];
- Chiesa-oratorio di San Rocco in stile barocco;
- Oratorio della Confraternita del Santissimo Sacramento[senza fonte].

### Architetture civili
- Palazzo Della Croce, edificio rinascimentale del tardo[senza fonte] Cinquecento[6] sorto sul luogo di una torre di segnalazione[senza fonte] e appartenuto ai fondatori della Chiesa di Santa Croce[6]; divenuto in seguito Collegio Baragiola (1855-1925), dal 1926 è sede dell'Istituto Pietro Canisio[3];
- Casa già del Beneficio di Santa Croce[senza fonte];
- Casa borghese in piazza Grande, che presenta in facciata un lacerto d'affresco[senza fonte];
- Casa borghese in via Stefano Franscini, con in una sala una decorazione plastica con motivi rococò[senza fonte];
- Casa del centro storico, con in una sala il dipinto murale della Madonna col Bambino[senza fonte];
- Casa arcipretale[senza fonte];
- Palazzo Maderni già Bernasconi, in un locale conserva una caminiera[senza fonte];
- Palazzo comunale in piazza Grande, già della famiglia Della Croce,[6] dotato di portico Cinquecentesco[6] e dal 1876 di proprietà del comune; fu rinnovato da Isidoro Spinelli nel 1880[senza fonte].

### Siti archeologici
- Frammenti di tegole in laterizio altomedievali recano il simbolo cristiano del quadrato del Sator[senza fonte].

### Siti e musei paleontologici e fossiliferi (UNESCO)
- Monte San Giorgio (Unesco): sito fossilifero del Triassico Medio inserito nella lista dei Patrimoni mondiali dell'umanità dell'UNESCO
- Museo dei fossili del Monte San Giorgio a Meride

## Società

### Evoluzione demografica
La popolazione di Riva San Vitale contava 2.678 abitanti a dicembre 2021: i cittadini di nazionalità svizzera compongono circa l'80% della popolazione, di questi il 44% sono ticinesi. Il 48% della popolazione è composta da persone coniugate, i celibi rappresentano il 41%, i vedovi il 5% e il 6% sono i divorziati. L'evoluzione demografica è riportata nella seguente tabella:
Abitanti censiti

## Cultura

### Istruzione
Il paese è sede del "Centre for European Studies and Architecture" dell'ateneo statunitense Virginia Polytechnic Institute and State University e dell'Istituto Pietro Canisio-Opera Don Guanella.

## Infrastrutture e trasporti

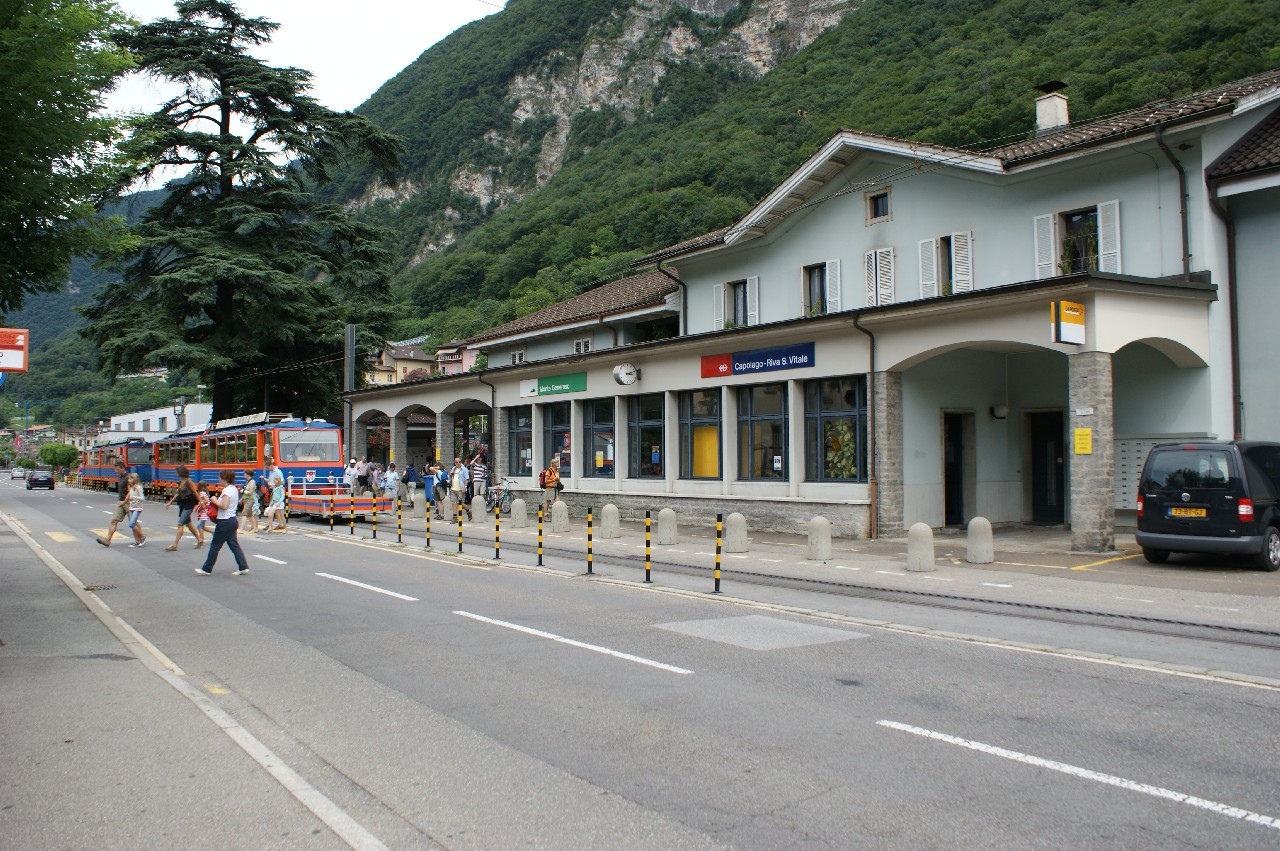
La stazione di Capolago-Riva San Vitale

Il comune è servito dalla stazione di Capolago-Riva San Vitale della ferrovia del Gottardo; tra il 1910 e il 1948 fu attiva la tranvia Chiasso-Riva San Vitale.

## Amministrazione
Ogni famiglia originaria del luogo fa parte del cosiddetto comune patriziale e ha la responsabilità della manutenzione di ogni bene ricadente all'interno dei confini del comune.

## Sport
A Riva San Vitale hanno sede la Società Tennis Tavolo Riva San Vitale (1967), la società di atletica leggera ASSPO (1969), la società bocciofila, la società cestistica Riva Basket (1979) e la società di calcio dilettantistica FC Riva (1948).